# Quiosco de los Noctámbulos
El Quiosco de los noctámbulos es una obra de arte contemporáneo del artista francés Jean-Michel Othoniel, ubicada en el centro histórico de París, en Francia. Instalada en 2000 en la Plaza de Colette, se trata de una boca de metro de la estación Palais Royal - Musée du Louvre, formada de un conjunto de esferas de aluminio y de vidrio veneciano.

## Descripción
La obra se trata de una instalación que tiene la función de boca de metro.
En el exterior, hay una valla formado por una malla metálica en aluminio formado de anillos encadenados, que rodea la escalera sobre tres lados (salvo por la entrada), y encajados con algunos anillos de cristal de colores. Seis columnas formadas de esferas de aluminio (tres de cada lado de la boca) dan soporte a dos cúpulas.
Estos cúpulas están compuestos de un conjunto de perlas gigantes de vidrio veneciano (realizadas por la vidriería Salviati) apilados para formar dos estructuras en forma de cúpula. La cúpula que sobresale por la entrada de la escalera está formada perlas a los tonos cálidos (amarillo, blanco y rojo), figura el día; y otro con tonos fríos (azul, blanco, amarillo y violeta), el cual figura la noche. Cada una de las cúpulas está superada de una pequeña escultura de un personaje de vidrio.
Además, en la parte posterior de la obra funciona como un banco, también hecho en aluminio.
La parte interior de la obra, ubicada poco después del final de la escalera, contiene dos escaparates encastrados en el muro del metro. Contienen perlas coloreadas: uno de ellos tiene perlas con tonos cálidos, y otro con tonos fríos, al igual que las cúpulas del exterior. Afuera, las baldosas del metro está pintado, sobre esta entrada, de color dorado, en el que luego se combina con el color blanco cuando se avanza las escaleras.

## Ubicación

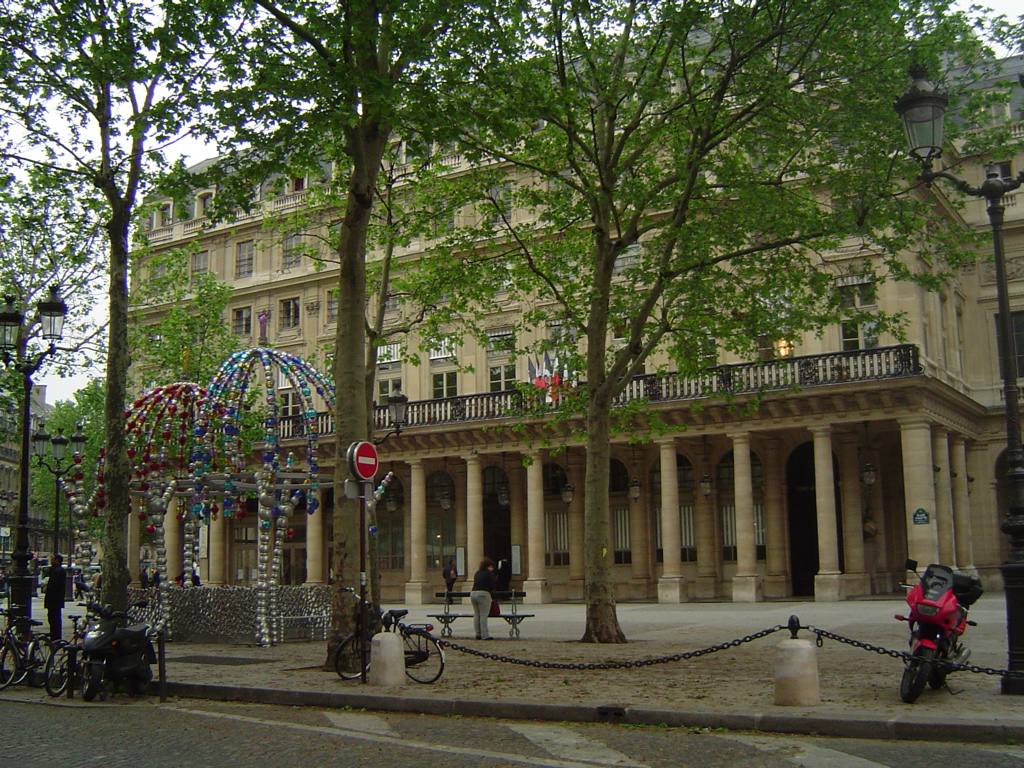
Plaza de Colette y el edificio del Palais-Royal y de Comédie Française.

La obra se encuentra instalada como una de las salidas de metro de Palais Royal - Musée du Louvre en la Plaza de Colette, ante el edificio del Palais-Royal y de la Comédie-Française, en el Distrito I.

## Encargo
La obra fue encargada a Jean-Michel Othoniel para el centenario de la construcción del Metro de París, en el año 2000, instalada el mismo año e inaugurada el 30 de octubre.